# Ansgar Ahlbrecht
Ansgar Ahlbrecht, O.S.B. (22. října 1928, Brand – 1. června 2025) byl německý římskokatolický kněz, benediktin a 81. opat v Niederaltaichu.

## Život
Narodil se 22. října 1928 v Brandu. Studoval v Bonnu a Innsbrucku. Stal se doktorem teologie. Vstoupil do řádu svatého Benedikta. Dne 31. října 1954 složil své věčné sliby. Na kněze byl vysvěcen 23. března 1958. Roku 1956 byl zaměstnancem a později ředitelem Ekumenického institutu opatství Niederaltaichu. Byl vedoucím redaktorem ekumenického časopisu UNA SANCTA. V letech 1963-1965 byl účastníkem 2. vatikánského koncilu.
Dne 2. dubna 1968 byl zvolen opatem Niederaltaichu a 3. června 1968 přijal opatskou benedikci. Roku 1969 odstoupil ze své funkce.
Od roku 1970 pracoval jako překladatel, 16 let působil jako redaktor německého vydání mezinárodního teologického časopisu CONCILIUM.